# صموئيل شيلدون بول
صموئيل شيلدون بول هو قاضي وسياسي كندي، ولد في 25 مارس 1751 في الولايات المتحدة، وتوفي في 7 أكتوبر 1835. انتخب عضو مجلس نواب نوفا سكوتيا.